# Gigantolina
Gigantolina — рід паразитичних плоских червів ряду Амфилінідеї (Amphilinidea) класу Цестоди (Cestoda). Представники роду є ендопаразитами прісноводних риб. Обидва види роду відомі з Індії.

## Види
- Рід Gigantolina Poche, 1922
  - Gigantolina magna (Southwell, 1915)
  - Gigantolina raebareliensis Srivastav, Mathur & Rani, 1994